# ملک مونک
ملک مونک (انگلیسی: Malik Monk؛ زادهٔ ۴ فوریهٔ ۱۹۹۸) بازیکن بسکتبال اهل ایالات متحده آمریکا است.

## حرفه
از باشگاه‌هایی که در آن بازی کرده‌است می‌توان به شارلوت هورنتس و بسکتبال مردان کنتاکی وایلدکتز اشاره کرد.